# Landero
Landero är en ort i Mexiko.   Den ligger i kommunen Juárez och delstaten Michoacán de Ocampo, i den södra delen av landet, 130 km väster om huvudstaden Mexico City. Landero ligger 1 733 meter över havet och antalet invånare är 251.
Terrängen runt Landero är bergig, och sluttar västerut. Runt Landero är det ganska glesbefolkat, med 47 invånare per kvadratkilometer. Närmaste större samhälle är Heróica Zitácuaro, 13,5 km norr om Landero. I omgivningarna runt Landero växer huvudsakligen savannskog.